# Московська сільська рада (Вільнянський район)
| Московська сільська рада — орган місцевого самоврядування у Вільнянському районі Запорізької області з адміністративним центром у с. Московка. Історична дата утворення: в 1943 році. Водоймища на території, підпорядкованій даній раді: р. Московка. Територія сільської ради розташована на південному сході Вільнянського району Запорізької області. Сільській раді підпорядковані населені пункти: - с. Московка - с. Благовіщенське - с. Веселівське - с. Микільське - с. Райське - с. Укромне |

## Склад ради
Рада складається з 15 депутатів та голови.

### Керівний склад ради
| ПІБ                          | Основні відомості                                                                                     | Дата обрання | Дата звільнення |
| ---------------------------- | --- | ------------ | --------------- |
| Руденко Олександр Васильович | Сільський голова, 1964 року народження, освіта, член Соціал-демократичної партії України (об'єднаної) | 26.03.2006   | 31.10.2010      |
| Болотов Сергій Леонідович    | Сільський голова, 1959 року народження, освіта середня спеціальна                                     | 31.10.2010   | 02.06.2013      |
| Руденко Олександр Васильович | Сільський голова, 1964 року народження, освіта вища, член Партії регіонів                             | 02.06.2013   |                 |

Примітка: таблиця складена за даними джерела